# 无腺茶藨子
无腺茶藨子（学名：Ribes alpestre var. eglandulosum）为虎耳草科茶藨子属下的一个变种。

## 扩展阅读
- 維基物種上的相關：无腺茶藨子